# 柳秉夏
柳 秉夏（ユ・ビョンハ、朝鮮語: 유병하）は、朝鮮の独立運動家。

## 生涯
慶尚北道安東出身。1922年、義烈団に加入し、金始顯、金祉燮、權正弼、黃鈺などと共に独立運動を展開した。
義烈団団長金元鳳の指示により、金始顯、劉錫鉉、黃鈺、張建相などが朝鮮総督府・朝鮮銀行・東洋拓殖株式会社・京城電気会社など朝鮮の主要機関を爆破するために、1923年に大量の爆弾と銃器を満洲から朝鮮へ持ち込んだ。
この時不足した資金は朝鮮で調達することに決めたので柳時泰と共に京城の内資洞の李麟熙に軍資金5,000朝鮮円を要求したが、そのような莫大な資金が準備されていないとこれを拒否すると、まず50朝鮮円を受けて残額は後日受け取ることにした。
その後、同月21日、24日に柳時泰が南寧得と一緒に李麟熙の家に訪れ、残額の支払を督促する。日本警察によっていわゆる「義烈団軍資金事件」に関わった12人の同志たちと共に捕まえられ、1923年8月21日、京城地方法院で懲役6年を宣告された。
1968年に大統領表彰、1977年に建国勲章、1990年に愛国章が追叙された。